# 부르카

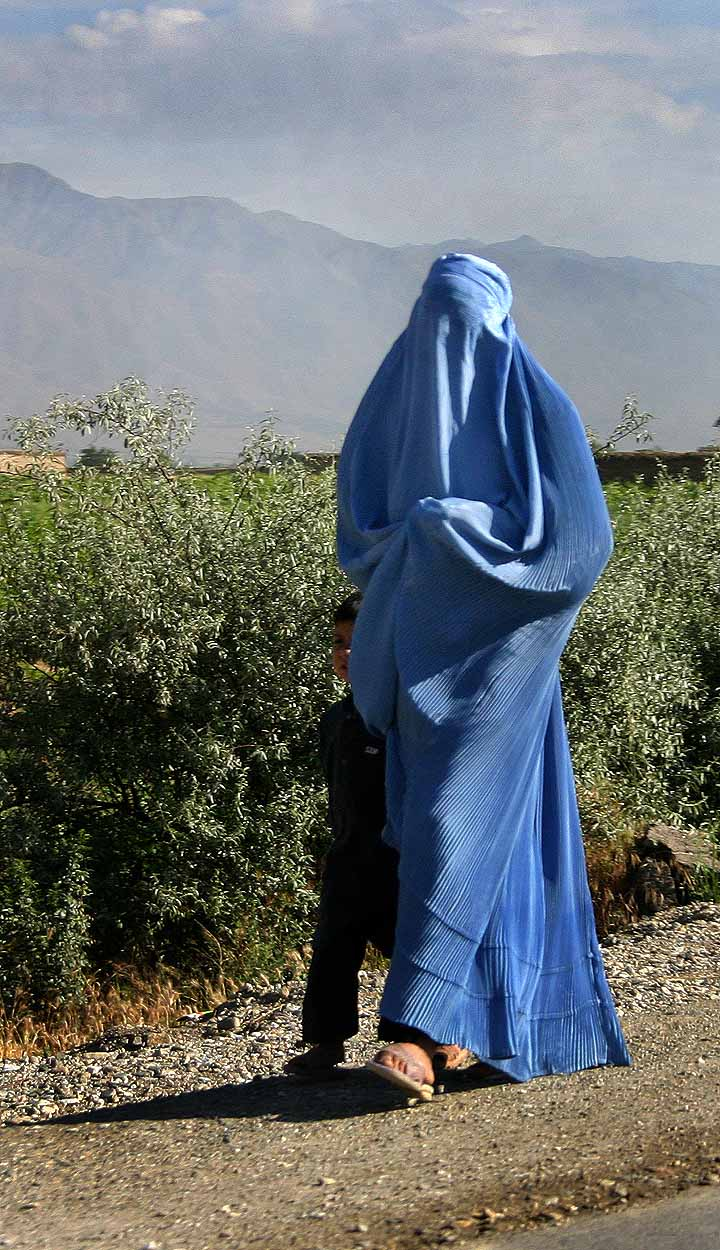
부르카를 착용한 아프가니스탄 여성

부르카(아랍어: برقع Burquʿ 또는 burqa‘ 페르시아어: بورقا Bōrqā)는 이슬람 여성의 의복이다. 아프가니스탄의 거의 대부분의 여성, 인도와 파키스탄의 많은 무슬림 여성들이 착용한다. 부르카는 신체 전부위를 가리며, 시야확보가 필요한 눈부위는 망사 되어 있어, 외부인이 부르카를 입은 여성의 인상착의를 파악하기 어렵게 한다. 국가별 지역별로도 차이가 있어, 인도와 파키스탄의 부르카는 얼굴이나 눈부위가 망형태가 아닌 개방형태로 되어 있다. 아프가니스탄에서도 탈레반 정권이전에는 착용자 수가 많지 않았으나, 탈레반집권이후의 극단적인 원리주의 정책에 의하여 부르카의 착용이 강제되면서 탈레반의 여성억압정책의 상징이 되었다. 유럽의 많은 국가들은 히잡 등 이슬람 여성의 종교적 복장에 대한 찬반논란을 벌이고 있는데, 특히 아프가니스탄 형의 전신 부르카는 대부분의 국가에서 착용을 금지하고 있다.

## 같이 보기
- 차도르
- 히잡
- 니캅
- 아바야
- 퍼다